# Neuhofen (Gemeinde Dunkelsteinerwald)
Neuhofen ist ein Weiler, nordöstlich von Loosdorf, in der Gemeinde Dunkelsteinerwald, Bezirk Melk, und liegt in einer eigenen Katastralgemeinde.

## Geografie
In der Ortschaft Neuhofen liegt auch die Einzellage Reiserhof. Am 1. Jänner 2024 gab es in Neuhofen 98 Einwohner.

## Geschichte
Im Franziszeischen Kataster von 1822 ist Neuhofen mit zahlreichen Gehöften verzeichnet. Laut Adressbuch von Österreich waren im Jahr 1938 in Neuhofen ein Gastwirt, eine Mühle mit Sägewerk und einige Landwirte ansässig.

## Sehenswürdigkeiten
An Kleindenkmälern sind ein hölzerner Glockenturm und eine Nischenkapelle mit einer Pietà-Figurengruppe in der Ortsmitte (unter Denkmalschutz, Listeneintrag) sowie ein rechteckiges Brunnenbecken mit Pfeilermauer und Hl.-Johannes-Nepomuk-Statue in einer Säulennische neben Haus Nr. 13 und ein Pfeilerbildstock mit Nische westlich des Ortes vorhanden.